# Carina Massone Negrone
Carina Carlotta Raffaelina Maria Massone, coniugata Negrone (Bogliasco, 4 giugno 1911  Atto di nascita del Comune di Bogliasco, Anno 1911, Parte I, atto n. 24 – Genova, 19 marzo 1991  Atto di morte del Comune di Genova, Anno 1991, Parte I, atto n. 391), è stata un'aviatrice italiana, che riuscì nel 1935 a stabilire il record mondiale di volo in altitudine con un aereo a elica. Con Rosina Ferrario, che ottenne il brevetto di pilota 20 anni prima di Carina, è considerata una delle prime "eroine dei cieli".

## Biografia
Sposata con Ambrogio Negrone (da cui ebbe un figlio, Vittorio), fu la prima donna italiana a conseguire nel 1933 il brevetto da pilota rilasciato dalla RUNA, la Reale Unione Nazionale Aeronautica.
Praticante di numerosi sport (nuoto, sci, tennis), prediligeva il volo, a quel tempo destinato essenzialmente agli uomini, che bene interpretava le voglie di dinamismo suggerite dall'allora in voga futurismo e dal regime fascista.

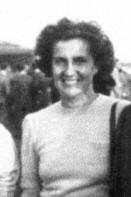
Carina Negrone all'aeroporto di Linate, nell'immediato dopoguerra

Il 5 maggio 1934 stabilì il suo primo record, volando ad un'altitudine di 5.544 metri con un velivolo di categoria Seaplane Class C. Fu grazie a questo successo e con il supporto di Italo Balbo, di cui era amica, che decise di provare a migliorare il record di volo in altitudine detenuto dalla francese Maryse Hilsz (11.289 metri). Per affrontare l'impresa venne addestrata come un pilota militare all'aeroporto di Guidonia Montecelio.
Il 20 giugno 1935 l'aviatrice decollò dalla base di Montecelio a bordo di un biplano Caproni Ca.113 con motore Pegasus 1110, portando con sé solo un giaccone riscaldato in maniera rudimentale e una bombola di ossigeno. In considerazione della rarefazione dell'aria e delle basse temperature in altura (fino a -35 °C), i medici che seguirono la sua impresa prevedevano che non avrebbe superato gli 11.000 metri di altitudine, ma l'aviatrice riuscì, nonostante uno stato di stordimento (lei parlò di euforia), a portarsi fino a 39.402 piedi, pari a 12.043 metri, stabilendo il nuovo record mondiale, superando di ben 754 metri il precedente primato della Hilsz. Il record, per quanto riguarda i velivoli ad elica, è rimasto imbattuto nella storia dell'aviazione.
L'aviatrice — cui è stata intitolata una piazzetta della sua città natale — conquistò altri sette primati mondiali: l'ultimo il 19 giugno 1954, volando da Ghedi, presso Brescia a Luxor, in Egitto - 2.987 km. - in tredici ore e 34 minuti, ad una media di circa 299 chilometri orari. Il precedente record era detenuto dal 1936 dal generale statunitense Andrews.
Nel 1951 fece parte di uno dei tre equipaggi italiani (su ottanta complessivi) che parteciparono al giro aereo d'Algeria, volando su 6.000 chilometri di deserto in coppia di Ada Marchelli a bordo di un Aermacchi MB.308. 
Partecipò a diverse altre competizioni internazionali (Armon Trophy, Diploma Tissandier, gare CONI, Gold Eagle come prima italiana a compiere un giro d'Europa in aeroplano) e fu presidente dell'Aeroclub di Genova. Fondò una scuola di pilotaggio che volle intitolare al suo mentore, l'aviatore Giorgio Parodi.

## Riconoscimenti

Il francobollo commemorativo emesso dalle Poste italiane nel 1996 dedicato a Carina Massone Negrone, bozzetto di Tiziana Trinca

Nel 1996 le è stato dedicato un francobollo della serie Donne famose. La sua figura e i dettagli delle sue imprese sono stati rievocati da Luca Ponte nel suo volume Le genovesi.